# Xavier Leitl
Xavier Leitl (fl. XX secolo) è stato un bobbista tedesco.

## Biografia
Bobbista durante la metà del XX secolo, ai campionati mondiali vinse una medaglia d'oro ad Alpe d'Huez 1951, nel bob a quattro con Andreas Ostler, Michael Pössinger e Lorenz Nieberl.